# Marko Dević
Marko Dević (ukrajinski: Марко Девич, nadimak "Deva", Beograd, 28. listopada 1983.) bivši je ukrajinski nogometaš i reprezentativac porijeklom iz Srbije. 